# Теншо (Момојама период)
Теншо (天正) је јапанска ера (ненко) која је настала после Генки и пре Бунроку ере. Временски је трајала од јула 1573. до децембра 1592. године и била је прва ера Момојама периода. Владајући цареви били су Огимачи и Го Јозеи.
Име Теншо ере је предложио Ода Нобунага који је био инспирисан цитатом Лао Цеа: "Они који су у миру са природом уједињују све под небесима у правилну форму ствари" (清静者為天下正).

## Важнији догађаји Теншо ере
- 1573. (Теншо 1, седми месец): Ашикага Јошиаки престаје да буде шогун, брије своју главу и постаје будистички свештеник. У том процесу узима свештеничко име Шо-сан али касније постаје више познат као Реи о Ин.[3]
- 1574. (Теншо 2, први месец): Побуна секте у провинцији Ечизен.
- 1574. (Теншо 2, девети месец): Сузбијање побуне секте у Нагошими.
- 1576. (Теншо 3, пети месец): Такеда Катсујори предводи војску у провинцију Тотоми где напада замак Нагашино. Његов противник је Токугава Ијесада који, уз помоћ Оде Нобунаге и његове војске, успева да одбрани замак па се битка касније позната као битка за Нагашино завршила повлачењем Такеде из боја.[4]
- 1576. (Теншо 4): Такеда Катсујори наређује поновну изградњу храма Асама у подножју планине Фуџи у провинцији Суруга.[5]
- 1579. (Теншо 7, пети месец): Одржана је дебата Азучи секте у замку Азучи.
- 1579. (Теншо 7, шести месец): Акечи Мицухиде стаје на чело провинције Тамба.[6]
- 1579. (Теншо 8, једанаести месец): Угушена је побуна секте у провинцији Кага.[6]
- 1582. (Теншо 10): Потпуни пораз Такеде Катсујорија од стране Оде Нобунаге довело је до рушења грађевинских структура које је Такеда изградио за храм Асама.[5]
- 1582. (Теншо 10, трећи месец): Битка за Темокузан.[7]
- 1582. (Теншо 10, шести месец): Хоноџи инцидент,[8] Битка за Јамазаки,[9] Савет Кијосу.
- 20. фебруар 1582. (Теншо 10, двадесетосми дан десетог месеца): Из Нагасакија је испловила јапанска дипломатска мисија за Европу (Теншо Кено Шисецу) чији ће се чланови вратити у Јапан тек 1590. године.[1] Ово путовање су организовали тројица даимјоа западних провинција Омура Сумитада, Отомо Сорин и Арима Харунобу.[10]
- 1583. (Теншо 11, четврти месец): Битка код Шизугатаке.[11]
- 1583. (Теншо 12, четврти месец): Битка за Комаки и Нагакуту.[12]
- 10. август 1584. (Теншо 13, петнаести дан седмог месеца): Јапанска мисија за Европу (Теншо Кено Шисецу) стиже у Лисабон.[1]
- 1584. (Теншо 13, седми месец): Тојотоми Хидејоши добија позицију кампакуа (регента) коју ми додељује лично цар Огимачи.[13]
- 17. децембар 1586. (Теншо 14, седми дан једанаестог месеца): Цар Огимачи предаје власт свом унуку који ће касније бити познат као цар Го Јозеи.[14]
- 1586. (Теншо 14, дванаести месец): Договорен је брак између Хидејошијеве најмлађе сестре и Токугаве Ијејасуа.[15]
- 1586. (Теншо 14, дванаести месец): Кампаку Тојотоми Хидејоши је номинован да постане нови Даиџо даиџин.[15]
- 1587. (Теншо 15): Исковане су златне и сребрне кованице „Теншо цухо“. Златници (Теншо обан) тежили су 165 грама; а један је вредео 10 рјоа.[1]
- 1588. (Теншо 16, седми месец): Цар Го Јозеи посећује дом Тојотомија Хидејошија и успоставља закон забране ношења оружја у јавности (осим самурајске класе) и конфискацију нагомиланог оружја искованог током протеклих бурних година ратова.
- 1590. (Теншо 18, седми месец): Хидејоши предводи војску у Канто где окупира замак Одавара. Када је замак пао Хоџо Уџимаса је умро а његов брат Хоџо Уџинао се предао Хидејошијевим снагама са чим се завршава непрекидна борба за моћ започета још у ери Онин.[16]
- 1592. (Теншо 20, четврти месец): Са опсадом Бусана почиње Имџин рат.

У периоду од 1589. до 1590. године Кореја је послала дипломату Hwang Yun-gil за Јапан. Њега је на двору угостио Хидејоши.

## У популарној култури
Радња филма Седам самураја режисера Акире Куросаве дешава се у петнаестој години Теншо ере.